# Phyllodoce violacea
Phyllodoce violacea är en ringmaskart som beskrevs av Treadwell 1926. Phyllodoce violacea ingår i släktet Phyllodoce och familjen Phyllodocidae. Inga underarter finns listade i Catalogue of Life.